# Преображенка (Сандыктауский район)
Преображенка (каз. Преображенка) — село в Сандыктауском районе Акмолинской области Казахстана. Входит в состав Белгородского сельского округа. Код КАТО — 116437300.

## География
Село расположено в восточной части района, вдоль реки Сыркырама, в 23 км на восток от центра района села Балкашино, в 10 км на север от центра сельского округа села Белгородское.

### Улицы[2][3]
- ул. Биржан сал,
- ул. Лесная,
- ул. Центральная.

### Ближайшие населённые пункты
- село Белгородское в 10 км на юге,
- село Новоромановка в 11 км на юго-западе,
- село Исаковка в 16 км на востоке,
- село Сандыктау в 19 км на западе.

## Население
В 1989 году население села составляло 295 человек (из них русских 71%).
В 1999 году население села составляло 267 человек (131 мужчина и 136 женщин). По данным переписи 2009 года, в селе проживало 159 человек (83 мужчины и 76 женщин).
| Численность населения | Численность населения | Численность населения |
| 1989                  | 1999                  | 2009                  |
| --------------------- | --------------------- | --------------------- |
| 295                   | ↘267                  | ↘159                  |